# Пирс, Карен
Дама Карен Элизабет Пирс (англ. Karen Elizabeth Pierce; род. 23 сентября 1959) — британский дипломат, постоянный представитель Великобритании при ООН (2018—2020), посол Великобритании в США (2020—2025).

## Биография
Получила образование в женской средней школе Пенвортхэм в Ланкашире и Гёртон-колледже (Кембридж) (бакалавр по английскому языку). В 2012 году получила степень магистра в области международной стратегии и дипломатии в Лондонской школе экономики (LSE).
В 1981 году поступила на работу в Министерство иностранных дел (Форин-офис). В 1984 году после периода обучения японскому языку, была назначена в Токио в качестве третьего секретаря посольства. В 1987 году вернулась в Лондон и поступила в отдел политики безопасности Форин-офис. С 1992 по 1995 год работала в Вашингтоне в качестве личного секретаря посла. С 1996 по 2000 год занимала различные должности в Форин-офис: руководитель группы по Украине, Белоруссии и Молдавии (с 1996 по 1997 год), заместитель начальника Департамента по Балканам (с 1997 по 1999 год) и руководитель отдела новостей (с 1999 по 2000 год).
С 2006 по 2009 год была заместителем постоянного представителя Великобритании при ООН в Нью-Йорке. В этом качестве исполняла обязанности Председателя Совета Безопасности ООН в апреле 2007 года и в мае 2008 года. С 2009 по 2012 год возглавляла Управление Форин офис по Южной Азии и Афганистану, выступая в качестве специального представителя Великобритании по Афганистану и Пакистану с июня 2010 по июнь 2011 г.

### Постоянный представитель в ООН
С 22 января 2018 года являлась постоянным представителем Великобритании при ООН, сменив Мэтью Райкрофта и став первой женщиной на этой должности.

#### Действия в ООН
Нарушение законности и прав человека
Выступая в Совете Безопасности 19 августа 2019, Пирс отметила нарушение прав жителей Крыма с украинским гражданством. По её словам, им «отказано в доступе к базовым услугам, поскольку они отказались менять гражданство, что противоречит международному гуманитарному праву». Там же Пирс назвала Южный Судан, отметив, что все стороны должны в соблюдать правосудие для того, чтобы восстановить общественный строй.
Самые грубые нарушения, по словам Пирс, были зафиксированы в Сирии. Она отметила, что местным жителям пришлось столкнуться с голодом, так как к ним не пропускают гуманитарные грузы Красного Креста. Их также выселяют из домов в Алеппо и в других городах Сирии. По её словам, против местных жителей использовали оружие массового поражения, а также бомбят школы и больницы.
Положение уйгуров в КНР
В октябре 2019 года Пирс представила заявление Великобритании, подписанное 22 другими странами, включая США, призывающее обеспечить представителям ООН беспрепятственный доступ в концентрационные лагеря уйгуров в Синьцзян-Уйгурском районе Китая. В ответ китайские представители убедили делегации нескольких авторитарных стран написать контр-заявление, представляющее действия Китая в Синьцзяне как попытку борьбы с терроризмом и религиозным экстремизмом.

### Посол в США
В феврале 2025 года премьер-министр Кир Стармер назначил посла Великобритании в США Карен Пирс специальным представителем по Западным Балканам.

## Стиль общения
Пирс известна своим задиристым стилем общения с российскими представителями в ООН. По её словам:

В этом есть некий элемент театра. Среди прочего, мы должны показать русским, что нами нельзя помыкать. Приятно при всех, в Совете Безопасности, дать им отпор и показать, что обсуждение идёт не так, как они хотят, и что все их выдумки и ложь не пройдут.
Оригинальный текст (англ.)There’s a little bit of theatre in it. It’s partly about showing the Russians we can’t be pushed around. It’s good to be able to be seen to stand up to them in public in the security council and show them that the arguments don’t go their own way and that there’s a pushback on the stories and lies that they try to tell.
С другой стороны, Пирс признаёт необходимость поддерживать хорошие личные отношения с коллегами по Совбезу:

В целом, большинство членов Совета [Безопасности] поддерживают относительно хорошие личные отношения, и это помогает [в работе]. Таить злобу неразумно, поскольку на следующий день нам придется обсуждать другой кризис, и для того, чтобы сделать нечто полезное, потребуется единство.
Оригинальный текст (англ.)On the whole, at the moment, most of the council members get on reasonably well personally and that helps,” Pierce says. There is no point in bearing grudges, as the next day there could be a debate on another crisis where “we might want to have unity on the council so that we can help make something positive happen.

## Стиль одежды
Пирс сломала стереотипы дресс-кода ООН: вместо однотонного костюма она предпочитает платья ярких цветов и туфли на высоком каблуке. Однажды Пирс появилась на заседании Совбеза в кожаном пиджаке и красно-чёрном боа. Примером стиля для себя называет певицу Дебби Харри.

## Личная жизнь
Муж — Чарльз Роксбург, высокопоставленный сотрудник британского казначейства. У пары двое сыновей: 1991 и 1997 г. р.

## Оценки
В 2019 году журнал Vogue включил Пирс в список 25 самых влиятельных женщин Великобритании, отметив её роль в противостоянии России.

## Награды
- Орден Святых Михаила и Георгия степени дамы-командора (9 июня 2018) — «за заслуги перед британской внешней политикой»[10]. Знаки отличия вручены 13 февраля 2019 года принцессой Анной на церемонии инвеституры в Букингемском дворце[11].

### Комментарии
1. ↑  Карен стала первым человеком в своей семье, получившим высшее образование[1]
2. 1 2  В ответ на заявление Пирс исполняющий обязанности постпреда России при ООН Дмитрий Полянский сказал, что у неё, возможно, устаревшая информация или её плохо подготовили. «На территории нашей страны нет никакого вооружённого конфликта, следовательно, говорить о международном гуманитарном праве применительно к нашей стране неуместно», — заявил Полянский.

Он добавил, что все сказанное Пирс по поводу Сирии — «тоже не тема сегодняшнего нашего заседания»[4]
3. ↑  Во время перепалки с представителем России В. А. Небензей на заседании Совбеза, посвящённом расследованию покушению на Скрипалей на ней было надето боа из искусственного меха, которое Небензя принял за настоящий[1]